# Burg Vischering
Burg Vischering is een middeleeuwse burcht aan de noordrand van de Duitse plaats Lüdinghausen, in Münsterland (Noordrijn-Westfalen).
Het kasteel is een typische waterburcht, kenmerkend voor het kasteel is de dubbele slotgracht, mede gevormd door het riviertje de Stever, waaraan het kasteel ligt. 
Van de talrijke burchten en kastelen in Münsterland is Vischering een van de oudste en best bewaarde.
De burcht is in de tweede helft van de 13e eeuw gegrondvest door de bisschop van Münster. Tot op heden is de burcht eigendom van de familie Droste zu Vischering. De naam Vischering wordt overigens pas sinds de tweede helft van de 14e eeuw gebruikt.
In de zestiende eeuw zijn het kasteel en de aanhorige gebouwen grotendeels door een brand verwoest. In de periode tot 1580 is de burcht herbouwd en in de stijl van de renaissance uitgebreid. In de periode van het midden van de zeventiger tot midden tachtiger jaren van de 20e eeuw zijn uitgebreide restauratiewerkzaamheden uitgevoerd. 
Op het terrein van het kasteel is het Münsterlandmuseum gevestigd. Het kasteel beschikt over een museumcafé. Per trein kan men reizen naar station Lüdinghausen dat aan de Spoorlijn Dortmund - Gronau ligt. Burg Vischering ligt op 25 minuten lopen, ca. 2 km, ten noordoosten van dit station.